# Meldewesen (Bank)
Meldewesen (englisch regulatory reporting) ist im Bereich der Kreditinstitute und Finanzdienstleister die Bezeichnung für deren gesetzliche Pflicht zur Erfüllung einer Vielzahl von Anzeigepflichten gegenüber der Bankenaufsicht. Häufig wird diese Aufgabe bankintern durch Abteilungen gleichen Namens erfüllt.

## Allgemeines
Kein anderer Wirtschaftszweig ist – bis auf das Versicherungswesen – von so umfangreichen Anzeige- und Meldepflichten betroffen wie die Kreditwirtschaft. Diese Anzeige- und Meldepflichten ergeben sich aus Gesetzen und speziellen Verordnungen und sind von anzeige- und meldepflichtigen Instituten zu erfüllen (Meldegegenstand). Dabei sind bestimmte Meldezeitpunkte zu beachten. Adressaten der Anzeigen und Meldungen sind die Deutsche Bundesbank und/oder die Bundesanstalt für Finanzdienstleistungsaufsicht. Die Kreditinstitute stellen durch spezielle Software in ihrem Rechnungswesen sicher, dass Anzeigen und Meldungen gesetzeskonform und zeitgerecht erstellt werden. Zweck der Meldungen ist – neben statistischen Zwecken – die Information der Bankenaufsicht über aktuelle Vorgänge im Kreditwesen, damit diese bei sich abzeichnenden negativen Entwicklungen im Rahmen der mikroprudentiellen Aufsicht eingreifen kann. Hierdurch soll die Stabilität des Finanzsystems sichergestellt werden.

## Geschichte
Das Meldewesen wurde erstmals im Dezember 1931 in Deutschland durch das erste Kreditwesengesetz (KWG) eingeführt. Ziel dieses Gesetzes war im Hinblick auf die Meldevorschriften die Überwachung des risikoreichen Kreditgeschäfts im Bankwesen. Diese Meldepflicht wurde – und wird – durch Überschreiten einer bestimmten absoluten Betragshöhe von Krediten (Millionenkredite) oder durch Erreichen einer bestimmten Verhältniszahl von Krediten zum haftenden Eigenkapital (Großkredite) ausgelöst.
Besondere Meldepflichten ergeben sich seit dem 1. Januar 2014 aus der europäischen Kapitaladäquanzverordnung (englische Abkürzung CRR). Zu melden sind unter anderem nach Art. 99 CRR Finanzinformationen, Art. 100 Pensionsgeschäfte und Wertpapierleihgeschäfte, Art. 101 CRR Verluste aus Immobilienfinanzierungen oder nach Art. 394 Abs. 1 CRR Großkredite. Nach Art. 430 CRR haben die Kreditinstitute die Leverage Ratio an die Aufsichtsbehörden zu melden, Art. 499 CRR erlaubt seit Januar 2014 deren Meldung als Monatsdurchschnitte zum Quartalsende. Auch Stresstests (Art. 177 CRR) gehören zum Meldewesen. Die Anzeigen werden durch ein vordruckorientiertes elektronisches Meldewesen an die Adressaten übermittelt. Daneben bestehen gem. Art. 431 ff. CRR bestimmte Offenlegungspflichten gegenüber den Marktteilnehmern, in Deutschland ergänzt durch die Solvabilitätsverordnung.

## Rechtsfragen
Das heutige KWG spricht ausschließlich von Anzeigen, die CRR überwiegend von Meldepflichten (Art. 99, 100, 101, 394, 415 CRR). Die meisten Anzeigepflichten ergeben sich aus § 24 KWG. Hierin unterscheidet das KWG rechtssystematisch zwischen unverzüglichen fallweisen Anzeigen (§ 24 Abs. 1 KWG) und regelmäßigen jährlichen Anzeigen (§ 24 Abs. 1a KWG). Der Abschlussprüfer eines Kreditinstituts hat nach § 29 Abs. 1 Satz 2 KWG auch die Einhaltung der Anzeigepflichten durch das Kreditinstitut zu prüfen. Er hat neben dem handelsrechtlichen Prüfungsauftrag aus § 317 HGB auch einen um bankenaufsichtsrechtliche Themen erweiterten Prüfungsumfang zu erfüllen. Der wiederholte Verstoß gegen Anzeigepflichten kann nach § 35 Abs. 2 Nr. 6 KWG den Entzug der Banklizenz zur Folge haben, wenn das Institut nachhaltig gegen Anzeige- und Meldebestimmungen verstößt.

## Arten
Die Anzeigepflichten der Institute lassen sich systematisch nach der Häufigkeit der Meldeintervalle in ein permanentes Meldewesen sowie in Verpflichtungen im Zusammenhang mit dem Jahresabschluss unterteilen:
- permanentes Meldewesen:
  - Monatsausweise (§ 25 Abs. 1 KWG in Verbindung mit § 2 Monatsausweisverordnung, § 18 BBankG): monatliche Meldung des Vermögensstatus und der Gewinn- und Verlustrechnung.
  - Kreditgeschäft: Millionenkredite (§ 14 KWG) und Großkredite (§ 13 KWG in Verbindung mit Art. 394 ff. CRR)
  - Sicherungseinrichtungen: Ausscheiden eines Instituts aus Sicherungseinrichtungen (§ 23a Abs. 2 KWG in Verbindung mit § 18 Abs. 3 AnzVO),
  - Beteiligungen: Wer an einem Kreditinstitut bedeutende Beteiligungen erwerben will, muss seine Absicht nach § 2c KWG anzeigen.
  - Insolvenz: vorliegende Insolvenzgründe der Zahlungsunfähigkeit oder Überschuldung bei einem Kreditinstitut sind gemäß § 46b Abs. 1 Satz 1 KWG anzuzeigen.
  - Die Meldevorschriften im Außenwirtschaftsverkehr dienen ausschließlich statistischen Zwecken und betreffen den Auslandszahlungsverkehr.
  - Organisatorische Maßnahmen und Veränderungen im Geschäftsbetrieb: § 24 Abs. 1 KWG zählt insgesamt 19 anzeigepflichtige Gründe auf wie etwa die Änderung der Rechtsform, Verlegung des Sitzes, Bestellung und Ausscheiden von Mitgliedern des Aufsichtsorgans und der Geschäftsführung. Nach § 24a Abs. 1 KWG ist die Errichtung von Zweigstellen im Ausland anzeigepflichtig.
- Rechnungslegungsunterlagen
  - Jahresabschluss: Die Institute haben ihren Jahresabschluss nach § 26 Abs. 1 Satz 1 KWG (in Verbindung mit § 25 AnzVO) in den ersten drei Monaten des Geschäftsjahres für das vergangene Geschäftsjahr aufzustellen und durch den nach § 28 Abs. 1 KWG bestellten Abschlussprüfer mit dessen Bestätigungsvermerk versehenen Abschluss nebst Lagebericht der BaFin einzureichen.
  - Prüfungsbericht über Rechnungslegung: Die sich aus § 340k  HGB ergebende Prüfungspflicht ist von einem durch das Kreditinstitut bestellten Abschlussprüfer wahrzunehmen.
  - Depotprüfung: das Depotgeschäft ist durch den Abschlussprüfer nach § 29 Abs. 2 KWG besonders zu prüfen, wobei auch Mitteilungspflichten nach § 128 AktG und Stimmrechtsausübung nach § 135 AktG zu prüfen sind.

## Zu erstellende Meldungen und Statistiken
| Meldung an die Deutsche Bundesbank | Rhythmus                                                   | Rechtsgrundlage |
| --- | ---------------------------------------------------------- | --- |
| Bankenaufsicht |                                                            | |
| Meldung nach der Kapitaladäquanzverordnung (CRR) | Vierteljährlich (Rechnung und interne Überwachung täglich) | Unter anderem: die Erfüllung der Eigenmittelanforderungen (Art. 99 CRR), Wertpapierpensionsgeschäfte und Wertpapierleihe (Art. 100 CRR), Forderungsverluste aus Immobilienfinanzierungen (Art. 101 CRR), Großkredite (Art. 393, 394 CRR), Liquiditätsmeldungen (Art. 415 CRR), liquide Aktiva (Art. 416 CRR), Verfügbare stabile Refinanzierung (Art. 427 CRR) oder der Leverage Ratio (Art. 430 CRR) |
| Meldung nach der Liquiditätsverordnung (die Meldung Liquiditätskennziffer gem. LiqV ist seit dem 1. Januar 2018 entfallen)                                                           | Monatlich                                                  | § 11 LiqV |
| Zusammengefasster Monatsausweis | Monatlich                                                  | § 25 Abs. 1 KWG |
| Kreditmeldungen |                                                            | |
| Meldung Großkredite | Quartalsweise                                              | § 13 KWG, Art. 387 ff. CRR, § 8 GroMiKV |
| Meldung Millionenkredite | Quartalsweise                                              | § 14 KWG, § 15 GroMiKV |
| Beteiligungsmeldungen |                                                            | |
| Unternehmensartwechsel | Bei Eintreten                                              | § 19 Abs. 1 InhKontrollV |
| Übernahme der Kontrolle über ein in einem anderen Staat des EWR zugelassenes Einlagenkreditinstitut, E-Geld-Institut, Wertpapierhandelsunternehmen oder Erstversicherungsunternehmen | Bei Eintreten                                              | § 19 Abs. 2 oder Abs. 3 InhKontrollV |
| Meldung über die beabsichtigte Beteiligung an einem Institut | Bei Eintreten                                              | § 2c KWG |
| Änderungen in der Zusammensetzung der Geschäftsführung / des Vorstandes / der persönlich haftenden Gesellschafter eines Instituts                                                    | Bei Eintreten                                              | § 18 InhKontrollV |
| Nebentätigkeiten von Geschäftsleitern eines Instituts | Bei Eintreten                                              | § 24 Abs. 3 KWG |
| Schwellenwertmeldung über die Beteiligungen eines Institutes | Bei Eintreten                                              | § 2c KWG |
| Bankenstatistik |                                                            | |
| Bilanzstatistik | Monatlich                                                  | Deutsche Bundesbank/Statistik der Banken und sonstigen Finanzinstitute/Richtlinien, Richtlinien zur Erhebung der Wertpapierbestände aller meldepflichtigen Institute, Januar 2021, S. 35 ff. |
| Kreditnehmerstatistik | Vierteljährlich                                            | Deutsche Bundesbank/Statistik der Banken und sonstigen Finanzinstitute/Richtlinien, Richtlinien zur Erhebung der Wertpapierbestände aller meldepflichtigen Institute, Januar 2021, S. 183 ff. |
| Depotstatistik | Vierteljährlich                                            | Deutsche Bundesbank/Statistik der Banken und sonstigen Finanzinstitute/Richtlinien, Richtlinien zur Erhebung der Wertpapierbestände aller meldepflichtigen Institute, Januar 2021, S. 554 ff. |
| Auslandsstatus | Monatlich                                                  | Deutsche Bundesbank/Statistik der Banken und sonstigen Finanzinstitute/Richtlinien, Richtlinien zur Erhebung der Wertpapierbestände aller meldepflichtigen Institute, Januar 2021, S. 257 ff. |
| EWU-Zinsstatistik | Monatlich                                                  | Deutsche Bundesbank/Statistik der Banken und sonstigen Finanzinstitute/Richtlinien, Richtlinien zur Erhebung der Wertpapierbestände aller meldepflichtigen Institute, Januar 2021, S. 441 ff. |
| AWV-Meldung | Monatlich                                                  | § 67 Abs. 1 AWV |
| Statistik über den Bestand außerbörslich gehandelter Derivate | Monatlich                                                  | Deutsche Bundesbank/Statistik der Banken und sonstigen Finanzinstitute/Richtlinien, Richtlinien zur Erhebung der Wertpapierbestände aller meldepflichtigen Institute, Januar 2021, S. 704 ff. |
| Statistik über Devisenhandelsumsätze u. a. | Monatlich                                                  | Deutsche Bundesbank/Statistik der Banken und sonstigen Finanzinstitute/Richtlinien, Richtlinien zur Erhebung der Wertpapierbestände aller meldepflichtigen Institute, Januar 2021, S. 729 ff. |
| Emissionsstatistik | Monatlich                                                  | Deutsche Bundesbank/Statistik der Banken und sonstigen Finanzinstitute/Richtlinien, Richtlinien zur Erhebung der Wertpapierbestände aller meldepflichtigen Institute, Januar 2021, S. 521 ff. |
| Zahlungsverkehrsstatistik | Jährlich                                                   | Deutsche Bundesbank/Statistik der Banken und sonstigen Finanzinstitute/Richtlinien, Richtlinien zur Erhebung der Wertpapierbestände aller meldepflichtigen Institute, Januar 2021, S. 593 ff. |

### FinRep und CoRep
Das Financial Reporting (FinRep) ist das von der EZB definierte Finanzmeldewesen für Institute, die einen IFRS-Konzernabschluss aufstellen. Die Verordnung unterscheidet generell zwischen „bedeutenden beaufsichtigte Gruppen“ und „weniger bedeutenden beaufsichtigte Gruppen“. Gemäß Art. 99 Abs. 3 CRR melden die bedeutenden beaufsichtigten Gruppen mehr aufsichtliche Finanzinformationen als die weniger bedeutenden beaufsichtigte Gruppen. Bei letzterem ist zudem die Meldefrequenz geringer. Zu melden sind insbesondere bestimmte Bilanzpositionen und Positionen der Gewinn- und Verlustrechnung, Kreditzusagen, Finanzgarantien und sonstige Zusagen, Derivate, Kreditsicherheiten oder notleidende Kredite.
Unter der Abkürzung CoRep konkretisiert die Verordnung (EU) Nr. 680/2014 vom 16. April 2014 zur Festlegung technischer Durchführungsstandards für die aufsichtlichen Meldungen der Institute nebst späterer Änderungen die Meldepflichten für die Eigenmittel und die Eigenkapitalanforderungen für alle europäischen Institute (Art. 99 CRR). Einbezogen sind auch Anforderungen an Großkredite (Art. 394 CRR), Totalverluste und durch Immobilien besicherte Risikopositionen (Art. 101 CRR). Zudem konkretisiert die Verordnung die Basel III-Anforderungen in Bezug auf die kurzfristige Liquidität, stabile Refinanzierung mit der Liquiditätsdeckungsquote (englisch liquidity coverage ratio, LCR), zusätzlichen Überwachungskennzahlen für die Liquidität (AMM), der strukturellen Liquiditätsquote (englisch net stable funding ratio, NSFR; Art. 415 CRR) und dem Leverage Ratio (Art. 430 CRR).
Die deutsche Bankenaufsicht hat im Februar 2011 ein umfassendes Konzept zur Reform des bankaufsichtlichen Meldewesens veröffentlicht. Schwerpunktmäßig geht es dabei um die Implementierung eines regelmäßigen Reportings von Finanzdaten sowohl auf HGB-Basis (sog. Basismeldewesen) als auch für IFRS-Gruppen („Financial Reporting Standards“ – FinRFep). Außerdem sind Änderungen im Bereich des Millionenkreditmeldewesens nach § 14 KWG geplant. Insbesondere aufgrund europäischer Initiativen im Bereich FinRep wurden die einzelnen Stränge der Reform im Weiteren getrennt voneinander vorangetrieben. So hat die Aufsicht am 19. April 2012 einen neuen Entwurf für das Basismeldewesen veröffentlicht, in dem viele Änderungswünsche der Industrie aufgegriffen wurden.

### Basismeldewesen
Das Basismeldewesen erstreckt sich ausschließlich auf Einzelinstitute und Institutsgruppen nach HGB. Die Meldungen sollen quartalsweise erfolgen. Inhaltlich umfasst es zunächst eine ganze Reihe von klassischen Positionen der Gewinn- und Verlustrechnung (z. B. Zins- und Provisionsergebnis). Bei einigen Positionen werden auch Plandaten verlangt. Unter den „sonstigen Angaben“ sind von den Instituten außerdem z. B. Angaben zu stillen Lasten/Reserven, zum Struktur- und Konditionenbeitrag oder auch zum Kreditvolumen bzw. dessen Qualität zu machen.
Nach den Vorstellungen der Aufsicht sollen die Institute erstmals zum 31. März 2013 melden. Der Industrie wurde die Möglichkeit der Kommentierung des neuen Konzeptentwurfs bis zum 18. Mai 2012 eingeräumt. Mit der Einführung des Basismeldewesens verfügt die deutsche Aufsicht (flächendeckend) erstmals in ihrer Geschichte über quartalsweise Ertragsdaten auf der Basis eines Standard-Reportings. Durch diese verbesserte Informationsgrundlage wird die mikro- und makroprudentielle Aufsicht deutlich gestärkt.
Aufgrund der europäischen Entwicklungen umfassen die nationalen Reformbestrebungen nicht mehr die FinRep-Meldeanforderungen. Diese werden durch einen ITS (englisch Implementing Technical Standard) verbindlich für alle EU-Mitgliedstaaten umgesetzt. Insofern bedarf es keiner nationalen Umsetzung. Die neuen europäischen Meldeanforderungen hat die European Banking Authority (EBA) im Dezember 2011 zur Konsultation (CP 50) veröffentlicht.

### Weitere Meldepflichten
Weitere Meldepflichten ergeben sich aus § 2 Abs. 1 Verordnung zur Einreichung von Finanz- und Risikotragfähigkeitsinformationen (FinaRisikoV), nähere Bestimmungen zu Art und Umfang der jeweils einzureichenden Finanzinformationen ergeben sich aus den §§ 4 bis § 6 FinaRisikoV. Finanzinformationen im Sinne des § 25 Abs. 1 und 2 KWG bestehen aus Angaben zur Gewinn- und Verlustrechnung des letzten Geschäftsjahres, Planangaben für die Gewinn- und Verlustrechnung, Angaben zum Vermögensstatus zum Ende des jeweiligen Berichtszeitraums und sonstigen Angaben.
Nach § 43 Abs. 1 GWG haben Institute die Überschreitung der Schwellenbeträge bei der Geldwäsche (1000 Euro, 15000 Euro) der Zentralstelle für Finanztransaktionsuntersuchungen zu melden.

## Reformen
Eine der Reformvorschläge des BaFin ist das erstmals im Februar 2011 zur Konsultation vorgestellte Konzept „Modernisierung des bankaufsichtlichen Meldewesens“, das internationale Empfehlungen berücksichtigt und Vorgaben der EU-Kommission umsetzt. Letzteres bezieht sich konkret auf das „Financial Reporting“ sowie das „Common Reporting Framework“ (CoRep; mit dem Kern auf der Meldung von Solvenz-Daten). Zu berücksichtigen ist dabei, dass die EBA auf der Grundlage von FinRep- und CoRep-Daten ein eigenständiges Meldewesen aufbaut, das im Juni 2019 mit der Veröffentlichung der technischen Durchführungsstandards begann.
Wesentliches Ziel des Konzepts ist die deutliche Verbesserung der Informationsbasis für eine risikoorientierte, vorausschauende und proaktive Bankenaufsicht. So soll beispielsweise auf mikroprudentieller Ebene durch Anpassungen im Bereich der Finanzdaten künftig ein laufender Einblick in die aktuelle Ertrags- und Risikolage aller Kreditinstitute möglich sein und zugleich das Spektrum der bankaufsichtlichen Analysemöglichkeiten ausgedehnt werden. Die makroprudentielle Analysekapazität wird etwa durch eine größere Detailtiefe im Millionenkredit-Meldewesen verbessert. Diese Unternehmensdaten sollen bei der Identifizierung von Verflechtungen oder Konzentrationen helfen, systemischen Risiken vorzubeugen.
Es gibt für Kreditinstitute seit März 2015 vier Meldebereiche („Module“), und zwar die unterjährige Berichterstattung mit Finanzdaten (Basismeldewesen und FinRep), Anpassungen im Millionenkredit-Meldewesen, Umsetzung des europäischen Rahmenwerks zum Solvenz-Meldewesen (CoRep) sowie Implementierung einer eigenständigen Meldung zur Risikotragfähigkeit. Die Anpassungen im Millionenkredit-Meldewesen nach § 14 KWG sehen beispielsweise vor, dass die bisherige Meldegrenze von 1 Million Euro auf 750.000 Euro gesenkt werden soll, wobei die Meldefrequenz auf monatlich verkürzt wird.
Die im Dezember 2013 novellierte Solvabilitätsverordnung (SolvV) befasst sich unter anderem mit dem Meldewesen nach den CRR. Meldungen, die aufgrund regelmäßiger Berichtspflichten nach den CRR gegenüber der BaFin als zuständige Behörde erfolgen müssen, sind nach § 2 Abs. 4 SolvV über die Deutsche Bundesbank einzureichen. Die BaFin verwendet gemäß § 6 Abs. 2 SolvV die von den Instituten nach § 5 SolvV gemeldeten Informationen, um die Spanne der risikogewichteten Positionsbeträge und der Eigenmittelanforderungen für diejenigen Risikopositionen oder Positionen eines Referenzportfolios zu überwachen, die sich aus den internen Ansätzen der meldepflichtigen Institute ergeben.

## Meldewesensoftware
Um die Komplexität der gesetzlichen Anforderungen abzudecken, verwenden die meisten Banken in Deutschland Standardsoftware für das Meldewesen. Führend sind hier die Anwendungen ABACUS/DaVinci und Abacus360 des Herstellers Regnology (früher BearingPoint Software Solutions), BAIS (Hersteller: msg GillardonBSM AG), Sopra Banking für Meldewesen (Hersteller: Sopra Banking Software), AxiomSL mit ControllerView sowie für SAP Produkte von Accenture (ehem. iBS – Innovative Banking Solutions AG) (Teils OEM für SAP).
Mit dieser Software können aufsichtsrechtliche Meldungen erzeugt und bei den Aufsichtsbehörden eingereicht werden. Die benötigten Daten werden im Rahmen der so genannten Meldewesen-Vorverarbeitung aus den Vor- und Liefersystemen des Instituts extrahiert, entsprechend den Anforderungen des verwendeten Melde-Tools aufbereitet und über standardisierte Schnittstellen bereitgestellt. Die Funktionalitäten und Logiken des Meldewesens werden von der Software übernommen.
Im Bereich Beteiligungsmeldungen und Mandatsmeldungen ist die Software AMI der Firma zetVisions führend. ABACUS/DaVinci bietet ebenso Lösung für die Beteiligungsanzeigen nach § 24 KWG. Mittlerweile bietet auch das SAP-basierte Produkt CIM von zetVisions Meldungen nach KWG an, ebenso GEMS der Firma Computershare.